# Bahnhof Horb
Im Bahnhof Horb mündet die Bahnstrecke Stuttgart–Horb in die Bahnstrecke Plochingen–Immendingen ein. Er liegt südöstlich der Kernstadt, auf der rechten Seite des Neckars, und wird durch den Flößersteg mit dem unteren Marktplatz der auf der anderen Neckarseite liegenden Stadt verbunden.

## Geschichte

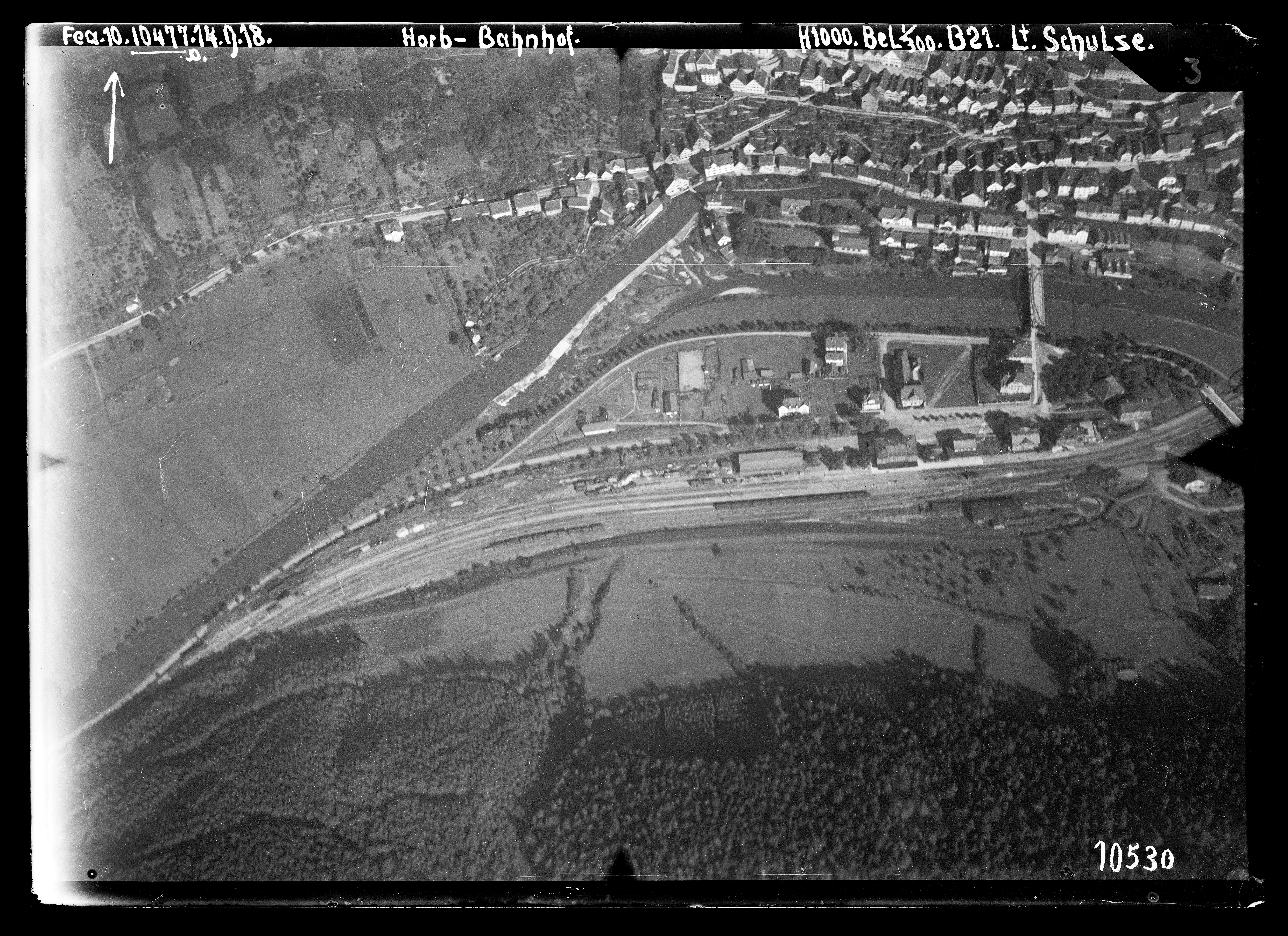
Luftbild vom Bahnhof Horb, September 1918

Der Bahnhof wurde am 1. Dezember 1866 als vorläufiger Endpunkt der von Plochingen kommenden Oberen Neckarbahn eröffnet, als diese eingeweiht wurde, war das Empfangsgebäude jedoch noch nicht fertig. Die Strecke wurde am 8. Oktober 1867 nach Talhausen fortgesetzt, womit die Station zum Durchgangsbahnhof wurde. Am 1. Juni 1874 wurde Horb von einer Strecke aus Pforzheim erreicht und so zum Trennungsbahnhof. Der Abschnitt Eutingen im Gäu–Horb dieser Verbindung wird jedoch zur Bahnstrecke Stuttgart–Horb gezählt.
1926 bis 1928 wurde der Personenbahnhof ausgebaut und gleichzeitig der Rangierbahnhof in Richtung Isenburg errichtet, wobei der Personenbahnhof eine Fußgängerunterführung sowie überdachte Bahnsteige und der Rangierbahnhof einen großen Lokomotivschuppen erhielten. Bis zum 8. Oktober 1933 wurde der Bahnhof umfangreich erweitert.
Gegen Ende des Zweiten Weltkriegs, im Januar 1945, wurde der Bahnhof mehrfach durch Bomben getroffen. Die Neckarbrücke wurde von sich zurückziehenden deutschen Truppen gesprengt.
In den Jahren 1974/77 wurde der Bahnhof zusammen mit der Bahnverbindung Stuttgart–Singen elektrifiziert. 1979 hob die Deutsche Bundesbahn den Rangierbahnhof auf und ließ 1979 das Empfangsgebäude in größerem Umfang renovieren.
Von 1984 bis 2004 befand sich das Betriebsgelände des Schrottgroßhandels Neckar-Schrott sowie davor der Schrotthandel Karl Friedrichsohn auf dem Gelände des Rangierbahnhofs. Nach Stilllegung des Rangierbahnhofs siedelte sich 2011 die Eisenbahnerlebniswelt dort an.
Im April 2021 wurde die Errichtung eines elektronischen Stellwerks (ESTW-A) in Horb ausgeschrieben. Die zugehörige Zentrale sollte ursprünglich im Bahnhof Rottweil entstehen. Die Anlage soll ein elektromechanisches Stellwerk aus dem Jahr 1927 ersetzen. Sie wurde, nach Verzögerungen aufgrund von Personalengpässen, zum 25. Oktober 2024 in Betrieb genommen.

## Bauliche Anlagen und Gleisbelegung

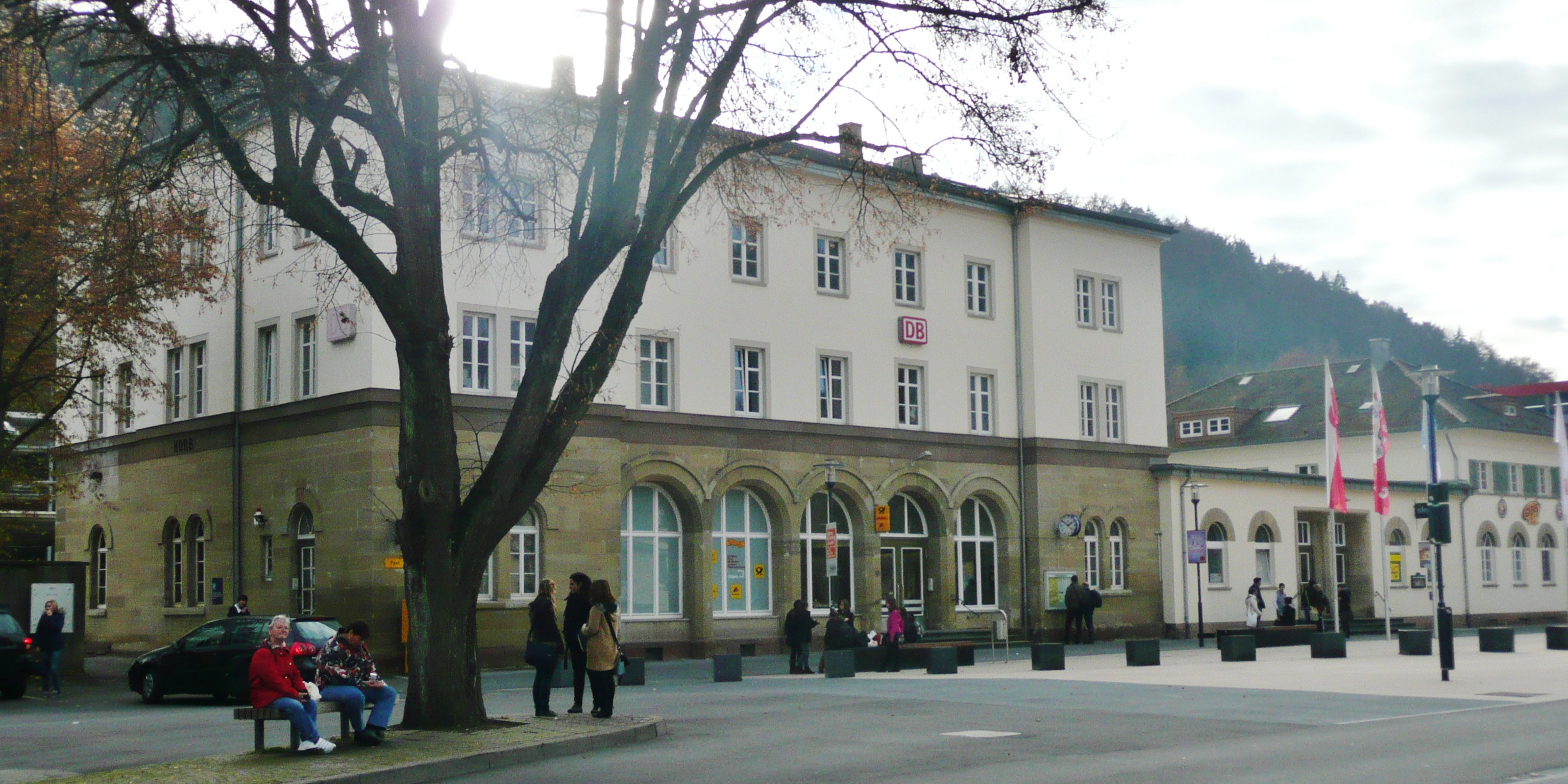
Bahnhof Horb in der Unterstadt, davor einer der Bussteige des zentralen Omnibusbahnhofs

Der Bahnhof verfügt über fünf Gleise mit Bahnsteig. Davon ist Gleis 1 der Hausbahnsteig, die Gleise 2/3 und 5/6 teilen sich jeweils einen Mittelbahnsteig.
| Gleis | Verkehr (hauptsächlich)                                             |
| ----- | ------------------------------------------------------------------- |
| 1     | Züge der RB 74 Richtung Pforzheim                                   |
| 2     | Züge der IC-Linie 87 und der RE 14A Richtung Rottweil/Singen/Zürich |
| 3     | Züge der IC-Linie 87 und der RE 14A Richtung Stuttgart              |
| 5     | Züge der RB 74 Richtung Pforzheim sowie Tübingen                    |
| 6     | Züge der RB 74 Richtung Tübingen                                    |

## Bedienung
| Linie       | Verlauf                                                                                         | Frequenz                                       |
| ----------- | ----------------------------------------------------------------------------------------------- | ---------------------------------------------- |
| IC 87 RE 87 | Stuttgart – Böblingen – Horb – Rottweil – Tuttlingen – Singen (– Konstanz)                      | Stundentakt                                    |
| RE 14a      | Stuttgart – Böblingen – Herrenberg – Bondorf (b Herrenberg) – Eutingen im Gäu – Horb – Rottweil | Zweistundentakt                                |
| RE 6b       | Horb – Eyach – Rottenburg am Neckar – Tübingen – Reutlingen – Stuttgart                         | einzelne Leistungen                            |
| RB 14a      | Stuttgart – Böblingen – Herrenberg – Eutingen im Gäu – Horb                                     | einzelne Zugpaare abends montags bis freitags  |
| RB 14a      | Villingen (Schwarzwald) – Horb – Eutingen im Gäu                                                | einzelne Zugpaare morgens montags bis freitags |
| RB 74       | Pforzheim – Calw – Nagold – Hochdorf (b Horb) – Horb – Eyach – Rottenburg am Neckar – Tübingen  | 50/70-Minuten-Takt                             |

Die Züge der von der DB ZugBus RAB so genannten Kulturbahn (RB 74) werden für gewöhnlich in Horb gebrochen. Die Züge aus/nach Tübingen sind auf die IC-Züge aus/nach Singen (Hohentwiel) und Zürich ausgerichtet und bieten zeitnahe Anschlüsse. Für die Züge aus/nach Pforzheim gilt dies nur alle zwei Stunden, da sie in der anderen Stunde in Hochdorf Anschluss zu Zügen der Bahnstrecke Freudenstadt–Eutingen im Gäu bieten. Die Intercity-Züge zwischen Stuttgart, Singen und Konstanz sind für Nahverkehrsfahrkarten freigegeben.